# Misgund
Misgund (signifie blâmé en afrikaans) est un township rural d'Afrique du Sud, situé dans la  province du Cap-Oriental et géré par la municipalité locale de Kou-Kamma dans le district de Sarah Baartman (ex-Cacadu). 

## Localisation
Misgund est situé dans la vallée de Langkloof, l'une des régions sud-africaines les plus connues pour la production de pommes et de poires. Misgund se trouve sur la route R62 à 37 km à l'ouest de Joubertina et à 217 km à l'ouest de Port Elizabeth. 
Misgund est la localité de la R62 la plus proche de la province du Cap-Occidental.

## Démographie
Selon le recensement de 2011, la population de Misgund est de 415 habitants (57,35% de coloureds, 40,24% de noirs et 0,72% de blancs), majoritairement de langue maternelle afrikaans (65,54%) et isiXhosa (29,16%).